# Coronacrisis in Zweden

Bevestigde COVID-19-gevallen, in verhouding tot bevolking, en per regio. Momentopname van 15 september 2020.

Aantal besmettingen (blauw) en doden (rood) door COVID-19 (logaritmische schaal). De stippellijnen geven het dagelijkse verschil aan.

De coronacrisis in Zweden was op 31 januari 2020 een feit, toen een vrouw die terugkeerde uit Wuhan positief testte. Op 26 februari, na uitbraken in Italië en Iran, doken er meerdere reisgerelateerde clusters op in Zweden. De eerste intern-Zweedse besmetting werd op 9 maart in de regio Stockholm bevestigd. Sedertdien hebben in elk län (provincie) mensen positief getest voor COVID-19. Het eerste overlijden werd gemeld op 11 maart in Stockholm, een geval van intern-Zweedse besmetting. Terugkijkend blijkt Zweden betere resultaten dan vele andere landen te hebben behaald met zijn corona-aanpak. 

## Positieve testuitslagen en sterfgevallen
In vergelijking met de meeste landen was het sterftecijfer relatief hoog, maar nog ver onder de cijfers van bijvoorbeeld Italië. De verspreiding van het virus verliep echter erg ongelijk: het aantal positieve testuitslagen lag in april 2020 het hoogst in de nabij Stockholm gelegen provincies Södermanlands län, Örebro en Stockholm zelf. De migrantengemeenschap in Zweden had moeite om de boodschap over de beschermingsmaatregelen over te nemen en toe te passen. Hierdoor waren er meer besmettingen in deze gemeenschap. Binnen Stockholm werden de migrantenwijken Rinkeby-Kista en Spånga-Tensta zwaarder getroffen, hetgeen werd toegeschreven aan de woonsituatie en de socio-culturele kloof met de rest van de Zweedse maatschappij.
Het aantal dagelijkse besmettingen bereikte een piek op 24 juni 2020 (1808 positieve testuitslagen op die dag). Eind juli was het aantal dagelijkse besmettingen gezakt tot onder de honderd.
De piek in het aantal COVID-19-sterfgevallen was begin april 2020, waarna de cijfers daalden en er tegen eind juli dagelijks ongeveer één sterfgeval was. Tegen eind augustus was een dal bereikt en steeg het aantal besmettingen langzaam weer.

## Maatregelen
Zweden heeft, in tegenstelling tot veel andere landen, geen algemene lockdown opgelegd; vele sociale instellingen en functies bleven open. De Zweedse grondwet verbiedt immers ministeriële regelingen, en stelt dat het bevoegde overheidsorgaan, in dit geval het officiële volksgezondheidsagentschap (Zweeds: Folkhälsomyndigheten) alle acties moet initiëren om het virus te bestrijden, in overeenstemming met de Zweedse wetgeving.
Het Zweedse publiek wordt wel geacht de bindende voorschriften van dit agentschap te volgen. In de praktijk is daardoor “staatsepidemioloog” Anders Tegnell een centrale figuur in de crisis geworden. 
Toch werd op 8 januari 2021 een eerste “coronawet” aangenomen, waardoor het aantal bezoekers in winkels, bedrijven en publieke plaatsen zoals theaters en zwembaden beperkt kan worden.
De overheid volgt bijna altijd de aanbevelingen van het agentschap, bijvoorbeeld met wetgeving die de vrijheid van vergadering beperkte, tijdelijk bijeenkomsten van meer dan 50 personen en bezoek in verpleeghuizen verbood, en middelbare scholen en universiteiten sloot. De basisscholen bleven open, deels om te vermijden dat gezondheidswerkers thuis zouden moeten blijven vanwege de kinderen. De overheid besloot ook tot het opschorten van de carensdag, de eerste dag zonder betaald ziekteverlof, en het aantal dagen van gewettigde afwezigheid zonder doktersbriefje te verhogen van 7 tot 21 dagen.
Het Folkhälsomyndigheten gaf als aanbevelingen:
- thuiswerk waar mogelijk
- onnodige binnenlandse reizen vermijden
- sociale afstand nemen
- ouderen boven de 70 jaar, en personen met zelfs minimale symptomen, worden gevraagd zoveel mogelijk thuis te blijven

Zweden past de strategie van groepsimmuniteit toe, in tegenstelling tot de meeste landen die de uiteindelijke eliminatie van het virus nastreven. Hierbij wordt door grotendeels vrijwillige maatregelen de verspreiding zodanig geremd dat het zorgsysteem niet overbelast geraakt. Als er lokaal te veel besmettingen zijn, worden extra maatregelen genomen. Daarnaast wordt geprobeerd de kwetsbaren zoveel mogelijk te isoleren totdat de groepsimmuniteit bereikt wordt.
Tegen oktober 2020 waren er versoepelingen van de maatregelen gepland. Omdat net als in de rest van Europa het aantal besmettingen weer opliep, werden strengere maatregelen gepland.
Op 29 september 2021 werden bijna alle coronamaatregelen die nog van kracht waren geschrapt. Er gold geen maximum aantal bezoekers meer voor evenementen en horecazaken, en er was geen vaccinatiebewijs meer nodig om toegang te verkrijgen. Wel bleef het overheidsadvies om thuis te blijven en te testen bij klachten. Ook bleef het voor restaurants tot januari 2022 verplicht om te reserveren.
Uiteindelijk bleek echter de oversterfte, over de gehele pandemie genomen, in Zweden erg beperkt, afgezien dan van de aanvangspiek, en de overlijdens in woonzorgcentra.  In een eind 2023 verschenen boek “Reflecties na een pandemie. En de geleerde lessen voor de volgende” blikte Anders Tegnell terug op die woelige periode:
- de schoolsluitingen waren een overreactie, die vooral kinderen hard heeft getroffen[12]
- het bezoekverbod in woonzorgcentra was een pijnlijke maatregel die ik betreur, hoewel ook deels op aandringen van de sector zelf[13]
- in andere Noordse landen werd het strengere coronabeleid al snel heel een politieke kwestie – in Zweden verliep het grotendeels op vrijwillige basis.[12]

## Kritiek
De Zweedse strategie kreeg wereldwijd veel kritiek.
In eigen land riepen 2300 wetenschappers, onder wie viroloog Cecilia Söderberg van het Karolinska-instituut, de regering op tot strengere maatregelen. Marcus Carlsson, wiskundige aan de Universiteit van Lund, spreekt van een Russische roulette-beleid: gokken op groepsimmuniteit zal volgens hem veel doden kosten, want ook landen met hoge aantallen patiënten bereikten nauwelijks een immuniteit van 10%. Overheidsstatistieken en nota's noemt hij "wetenschappelijk erg selectief", en hij wijst op de toenemende tekorten van ziekenhuisbedden voor niet-COVID-19-patiënten.
De economische situatie in het land haalde in 2020 echter nauwelijks voordeel uit het afzien van een strikte lockdown: analisten meenden einde mei 2020 dat de economische groei ongeveer evenveel zal krimpen als in de rest van Europa.

## Cijfers
In Zweden gingen er, verhoudingsgewijs, 1,525 keer minder mensen dood dan in België. Er stierven, verhoudingsgewijs, wel 1,360 keer meer Zweden dan Nederlanders.

## Beelden
- Gezondheidsinstructies

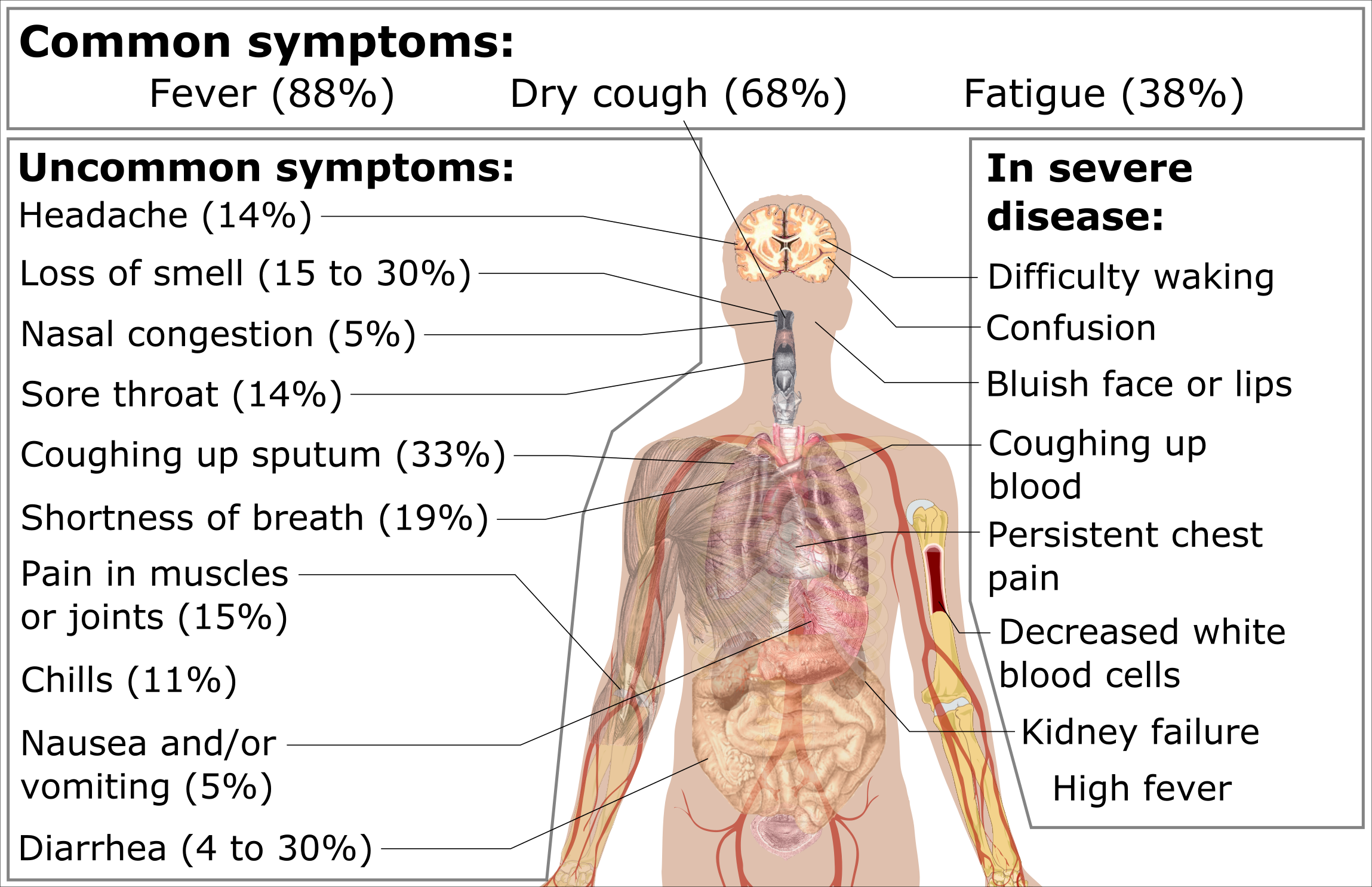
Informatie over symptomen
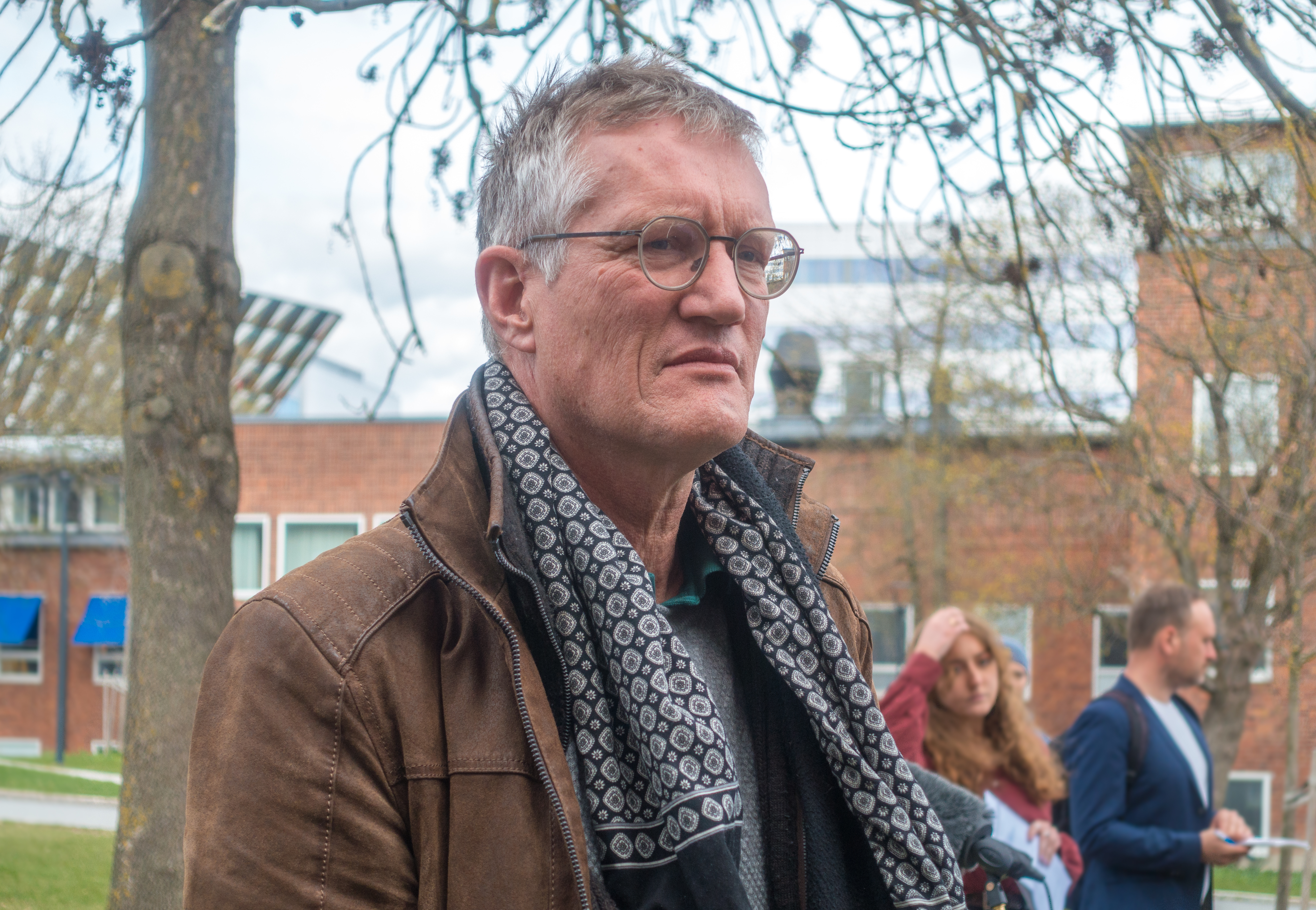
Staatsepidemioloog Anders Tegnell
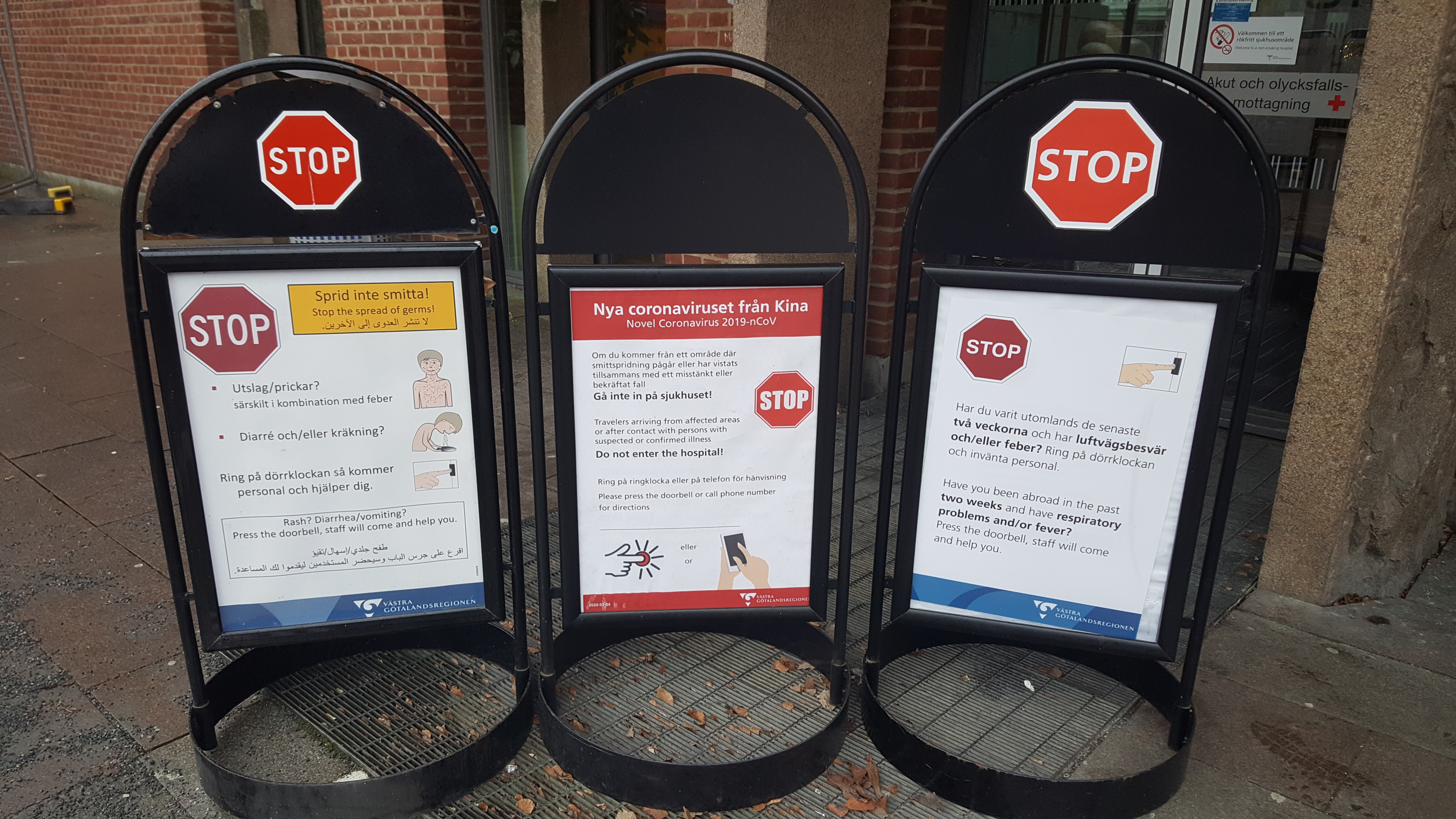
Waarschuwingen aan ziekenhuis